# Sarah Walker (bádminton)
Sarah Walker (Basildon, 22 de noviembre de 1989) es una deportista británica que compite en bádminton para Inglaterra. Ganó una medalla de bronce en el Campeonato Europeo de Bádminton de 2017, en la prueba de dobles.

## Palmarés internacional
| Representando a Inglaterra |                     |                   |        |
| Campeonato Europeo         |                     |                   |        |
| Año                        | Lugar               | Medalla           | Prueba |
| 2017                       | Kolding (Dinamarca) | Medalla de bronce | Dobles |